# Slatiňany (zámek)
Zámek Slatiňany patří mezi 20 národních kulturních památek Pardubického kraje a je nejvýznamnější budovou města Slatiňany v okrese Chrudim. Spolu s přilehlým rozsáhlým parkem a zahradou se nachází na západní straně města, od jehož centra je oddělen tokem Chrudimky. Zámek má trojkřídlý půdorys v podobě k severu otevřeného písmene U, od severozápadní strany vybíhá k západu dodatečně přistavěné další křídlo. Největších architektonických změn zaznamenal v 19. století, kdy byla majiteli knížecí rodina Auerspergů.
Zámek a park jsou majetkem státu a jejich správu zajišťuje Národní památkový ústav. Park i zámek jsou přístupné veřejnosti.

## Od středověké tvrze k baroknímu zámku

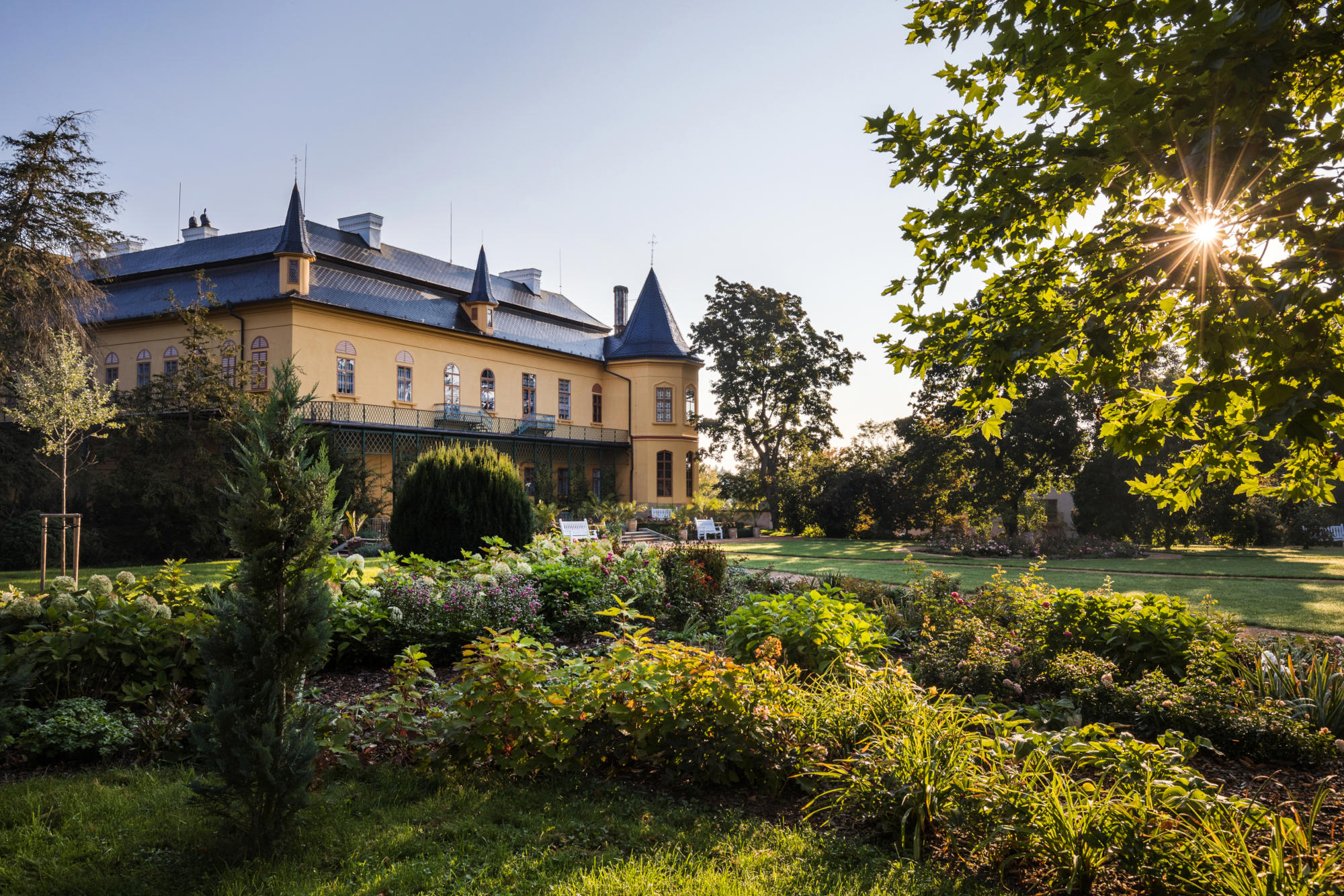
Zámek Slatiňany, zahradní průčelí

Předchůdkyní zámku byla středověká tvrz, poprvé připomínaná roku 1371 v držení Zbyňka Otháje ze Slatiňan. Jejími pozůstatky jsou gotické sklepy pod západním křídlem a nádvořím zámku. Dalšími majiteli byli postupně Talmberkové, Šárovcové či královské věnné město Chrudim, které bylo po povstání proti králi Ferdinandu I. potrestáno konfiskací majetku. V dalších letech se zde vystřídali Jan z Pernštejna, Lhotečtí ze Zásmuk a Jindřich Franěk z Liběchova, jehož dědicové v roce 1575 tvrz Slatiňany prodali písaři menších desek zemských, rytíři Bohuslavu Mazancovi z Frymburka a na Mimoni. Po roce 1580 nechal Mazanec tvrz zbourat a na jejím místě postavit renesanční zámek pod vedením původem italského architekta Ulrica Aostalli de Sala. Tato budova dodnes představuje stavební jádro východního a jižního křídla zámku. Po bitvě na Bílé hoře v roce 1620, kdy byl majetek konfiskován Karlíkům z Nežetic, přestal být zámek načas panským sídlem a v závěru třicetileté války byl opakovaně vydrancován Švédy. To byli majiteli již Berkové z Dubé a posléze Bubnové z Litic. Rozpadající se zámek dal po roce 1669 opravit Adam Zikmund Puchhart z Voděrad a na Hrochově Týnci. Vyjma nové barokní střechy se tím renesanční vzhled zámku příliš nezměnil. Ve veřejné dražbě roku 1708 byl majetek prodán rytíři Zumsandovi ze Sandbergu a na Volanicích. Nelítostné zacházení s poddanými vyústilo v další veřejnou dražbu v roce 1732, kdy majetek koupil Josef hrabě Schönfeld.

## Auerspergové a Slatiňany

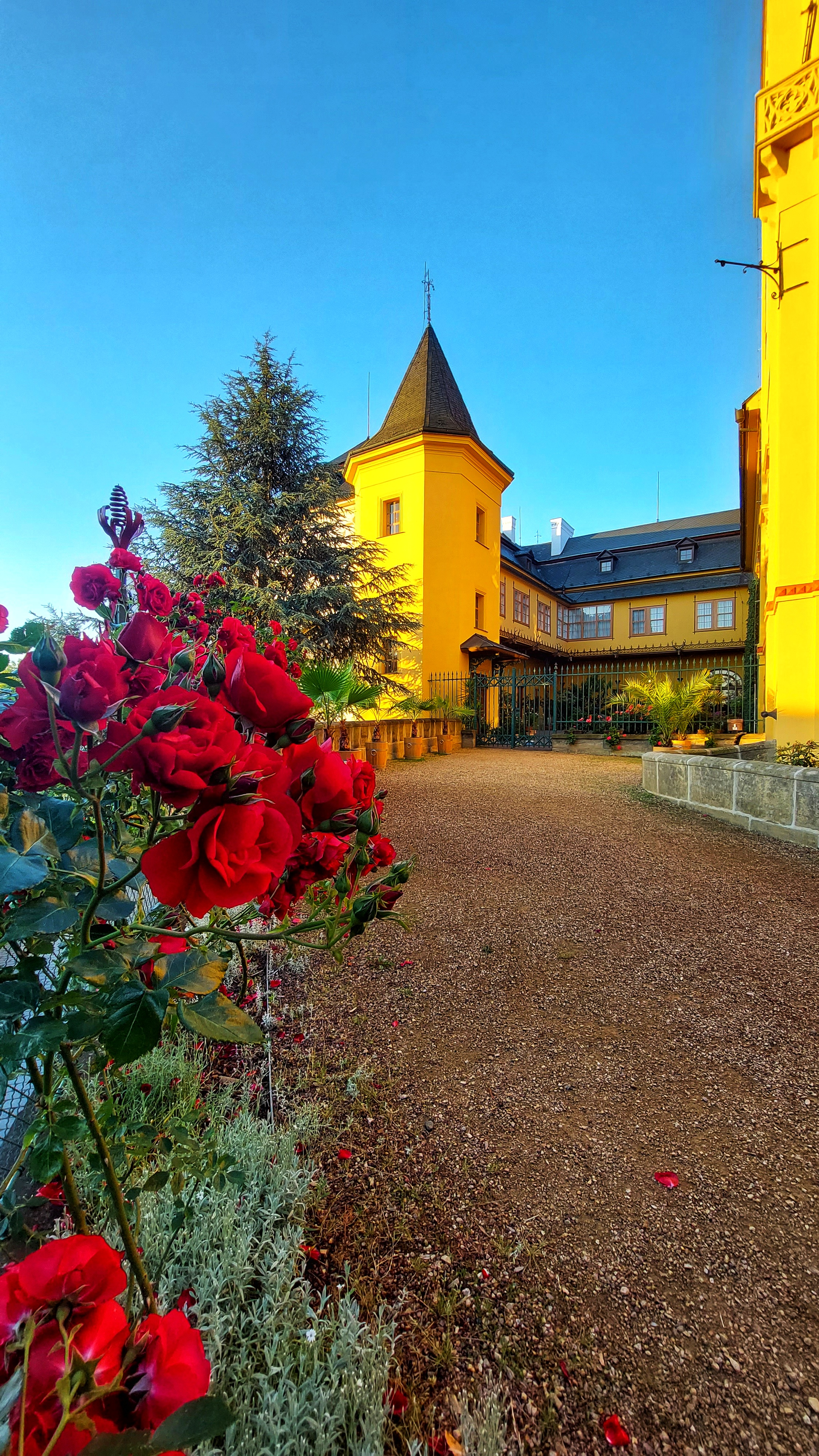
Přístupová cesta do nádvoří

Univerzální dědička, dvorní dáma císařovny Marie Terezie a jediná Schönfeldova dcera Marie Kateřina se roku 1746 provdala v Schönbrunnu za komorníka císaře Františka Štěpána – Jana Adama knížete z Auerspergu. Slatiňanský zámek za vlády Jana Adama prodělal dvě etapy barokních úprav - kolem 1755 a v 80. letech 18. století, kdy byl zámek vymalován žákem vídeňské Akademie Johannem Casparem Fibichem. Z prvního manželství Jana Adama sice vzešli potomci, avšak Jan všechny přežil, stejně jako svou ženu. Druhé manželství s Marií Vilemínou z Neippergu zůstalo bezdětné. Dalším majitelem se tak stal Janův synovec Karel z Auerspergu, který nechal počátkem 19. století sjednotit vzhled zámku v klasicistním stylu a upraveno bylo také okolí. Nejprve byl zbourán hospodářský dvůr (před 1796) jižně od zámku, který ustoupil nově založenému parku, a v dosahu zámku vznikly nové úřednické domy a stáje pro koně. Za dalšího držitele, Karlova prasynovce Vincenta Karla z Auerspergu, došlo (stejně jako na zámku Žleby) koncem 50. let 19. století k novogotické úpravě, provedené Benediktem Škvorem a jeho žákem Františkem Schmoranzem st. Přestavby probíhaly až do konce 19. století i za dalšího z Auerspergů, Františka Josefa. Zámek byl ozdoben věžičkami a došlo ke zrušení dosavadního hlavního vstupu z jižní strany; od té doby se do zámku vstupuje od severu. Severní konec západního křídla doplnila mohutná hranatá čtyřpatrová věž a na ni k západu navazující nové křídlo, které mělo především zvýšit počet pokojů pro hosty. Interiéry byly vybaveny ve stylu druhého rokoka. Krytá chodba z roku 1861 spojila zámek s panskou oratoří v sousedním kostele sv. Martina, přestavěném roku 1892. Zámek byl zařízen ve velmi moderním duchu, aby splňoval ty nejvyšší nároky na bydlení - koupelny, toalety, vodovod (1887), ústřední topení (1887 horkovzdušné, 1924 teplovodní), elektřina (konec 80. let 19. století), telefon (1891), kuchyně, výtah na dopravu jídel a další.
V letech 1894 až 1898 získal zámecký areál zhruba nynější podobu vybudováním nových a velkolepých knížecích koníren a Kočičího hrádku (miniatury gotického hradu při okraji zámeckého parku). Tyto stavby doplnily již existující soubor objektů Švýcárny, dětského hospodářství (roubené domy v parku pro výuku šlechtických dětí), altánů, vyhlídek, střelnice a Tyrolského domu ve Slavické oboře - lovecké komponované krajině. Roku 1942 zdědil zámek po Ferdinandu Auerspergovi jeho synovec Josef Karel Trauttmansdorff, kterému byl majetek v roce 1945 zkonfiskován a přešel do vlastnictví státu.

## Poválečné osudy

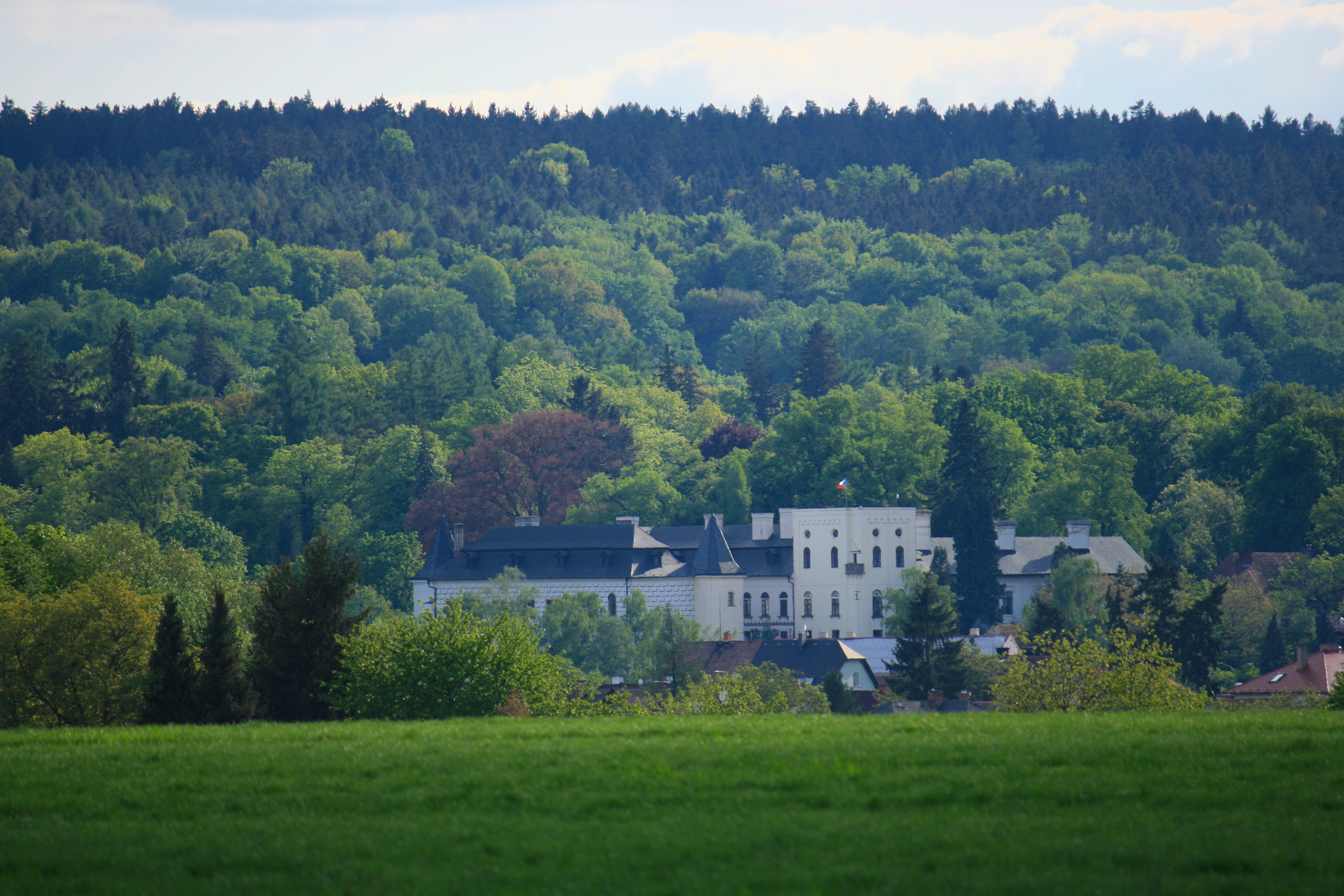
Zámek Slatiňany od severu

Po II. světové válce byl zámek v majetku Národního pozemkového fondu, který ve spolupráci s Národní kulturní komisí prováděl vytřídění mobiliáře pro státní a kulturní instituce (Ministerstvo státní kontroly, Ministerstvo zahraničních věcí, Pražský hrad, Mexické velvyslanectví, hřebčín Kladruby, Národní muzeum, Uměleckoprůmyslové muzeum, Regionální muzeum Chrudim, Státní sbírka mapová, Hipologické muzeum, muzeum bytové kultury v Jemništi či pro Národní kulturní komisi do sběrny na zámku Žleby). Důvodem vytřídění mobiliáře byl fakt, že zámek Slatiňany nepatřil mezi prvních 48 objektů vybraných ke zpřístupnění a bylo mu určeno účelové využití jako objektu II. kategorie státního kulturního majetku. I přes snahy Vládní dislokační komise, která objekt přiřkla národním podnikům Kovolis a Transporta Chrudim ke zřízení učňovského internátu, byl zámek svěřen ministerstvu zemědělství, pod jehož záštitou bylo v zámku postupně od roku 1947 zřizováno hippologické muzeum, které bylo otevřeno v roce 1950. 

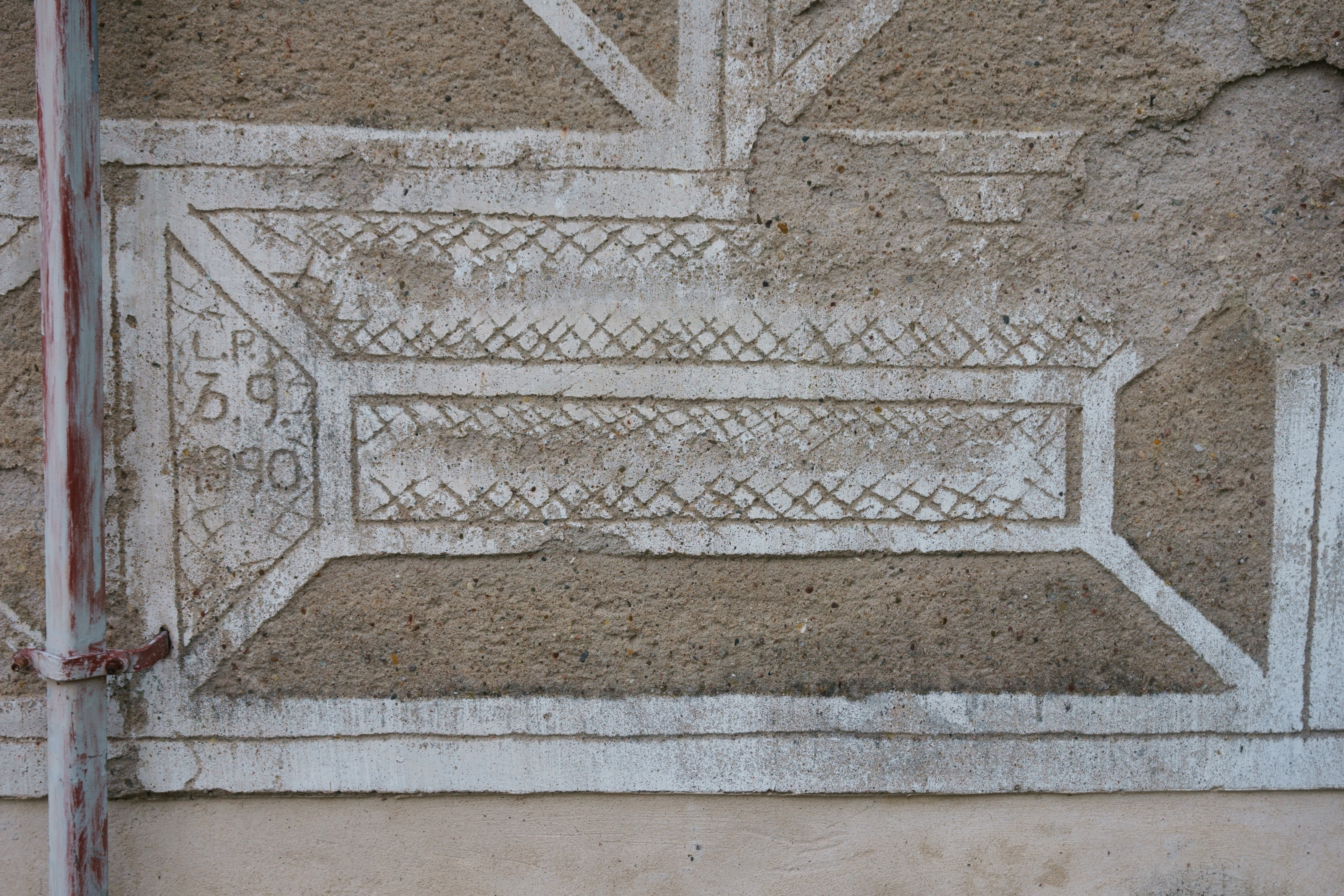
Datované sgrafitové psaníčko z roku 1990 svědčí o velké rekonstrukci zámku, při které bylo obnoveno renesanční členění fasády na východním křídle

V roce 2011 byla zpřístupněna nová expozice (Letní sídlo Auerspergů) mapující historii Slatiňan a knížat z Auerspergu, kteří zámek Slatiňany využívali zprvu jako oblíbené letní sídlo a později jako svou nejčastěji využívanou rezidenci. Přepychově zařízené místnosti představují život a bydlení vrcholné aristokracie na přelomu 19. a 20. století. Do této expozice se navrátila většina předmětů, které byly po válce odvezeny.
Roku 2001 byl slatiňanský zámek rozhodnutím vlády ČR prohlášen národní kulturní památkou.
Roku 2017 byl zahájen rozsáhlý projekt revitalizace zámku i parku, dokončen roku 2020.

## Revitalizace zámku
Rekonstrukce národní kulturní památky Státního zámku Slatiňany začala v červnu 2017 a byla dokončena po necelých třech letech v dubnu 2020. Týkala se rozlehlého zámeckého parku a zámecké budovy. Za projektem rekonstrukce stojí ateliér Masák & Partner.
Jednou z nejnáročnější prací bylo obnovení zrušeného litinového balkonu na západním průčelí, jednalo se o velký zásah do fasády. Aby balkon získal původní podobu, bylo nezbytné ho dozdobit složitými detaily, jakými je třeba částečně prosklená podlaha. Mezi další, na první pohled patrnější změny, patří navrácení dvou střešních věžiček podle dochovaných dobových fotografií tak, aby se vzhled zámku co nejvíce přiblížil původnímu stavu a zachoval jedinečný genius loci. Obnovy se dočkala také přístupová cesta, ozdobné oplocení, zámecká brána i celá fasáda zámku.
Proměnou prošly i vybrané interiéry v přízemí v jihovýchodním a severním křídle zámku. Restaurátoři v některých místnostech obnovili původní malbu a zrestaurovali troje původní kamna. Všechny restaurátorské práce se prováděly ručně pod dohledem odborníků. Nový vzhled dostalo celkem 8 víceúčelových místností včetně té, kde se konají svatební obřady. Celý areál je nově také bezbariérový a přístupný návštěvníkům po celý rok.
Do revitalizace byl zahrnut i přilehlý areál zámeckého parku. Opraveny jsou především objekty drobné architektury (např. kaplička, kuželník, voliéra s pávy, vyhlídkový altán nebo jezírko s přístavištěm). Obnovené cesty jsou osazeny lavičkami a přibylo i dětské hřiště. Ateliér Masák & Partner navrhoval také opravu dětského hospodářství, které dříve sloužilo mladým budoucím panovníkům. V této zmenšené zemědělské usedlosti, kde nechybí stodola, holubník nebo sýpka, se děti pana hraběte a šlechticů učily systémem škola hrou, jak v budoucnu dobře spravovat panství. Součástí revitalizace 16 hektarů parku, která probíhala ve spolupráci s ateliérem Krejčiříkovi, bylo také oplocení nebo vyřešení zavlažování. Zámek Slatiňany bere vodu z přehrady, která dosud zásobovala i jezírko. Nově se o to stará nádrž s vodou o velikosti 10 m³, která je umístěna pod terén. Nádrž zároveň zavlažuje i zeleň v zahradě.
| Rok  | Počet návštěvníků |
| ---- | ----------------- |
| 2015 | 22 614            |
| 2016 | 25 872            |
| 2017 | 29 323            |
| 2018 | 15270             |
| 2019 | 10758             |
| 2020 | 42679             |
| 2021 | 31383             |
| 2022 | 30860             |

## Zámek ve filmu
Na zámku se natáčely následující filmy a pohádky:
- Služka (2023, režie Mariana Čengel Solčanská, koprodukce Slovensko a Česko)

## Galerie

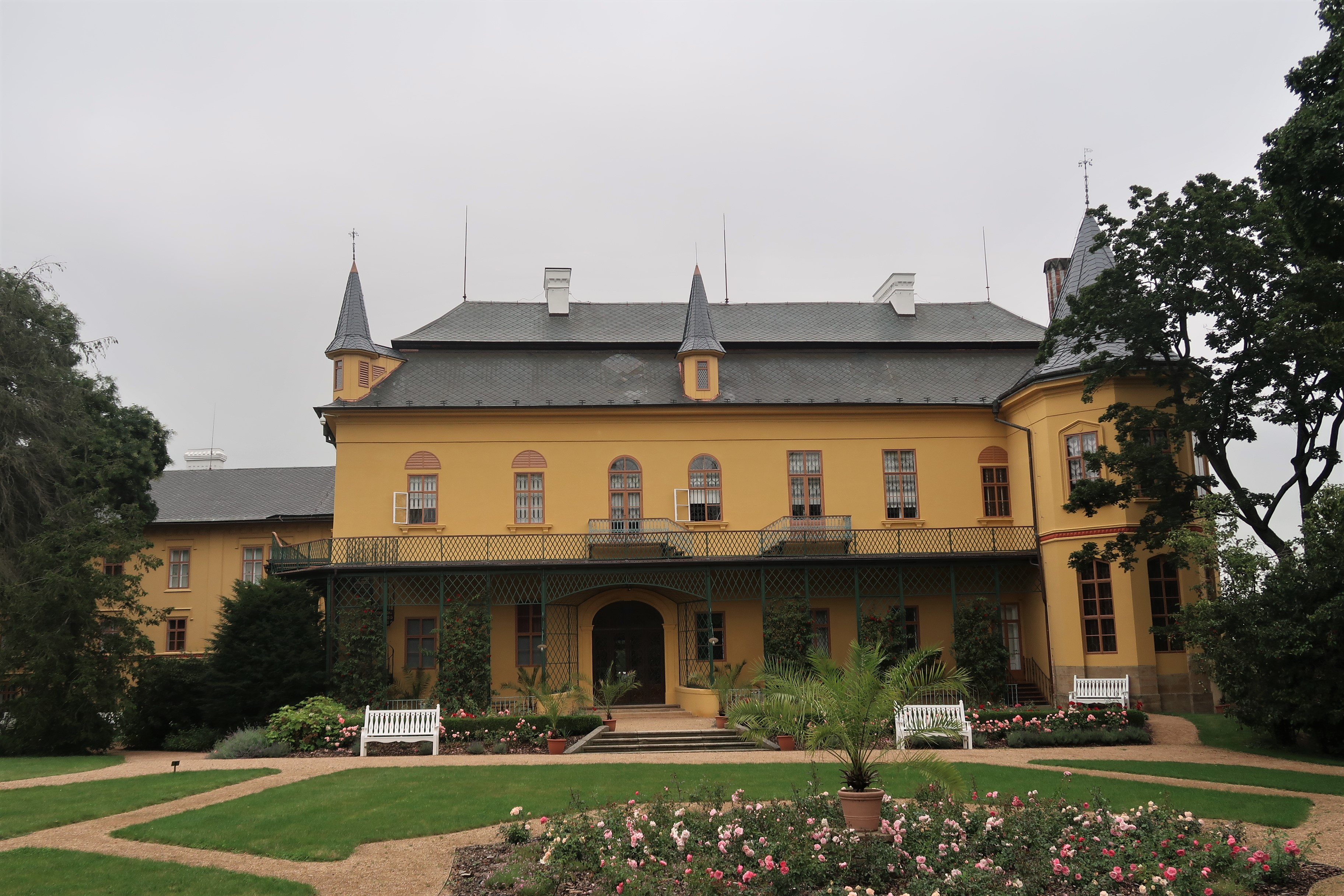
Zámek pohledem z parku
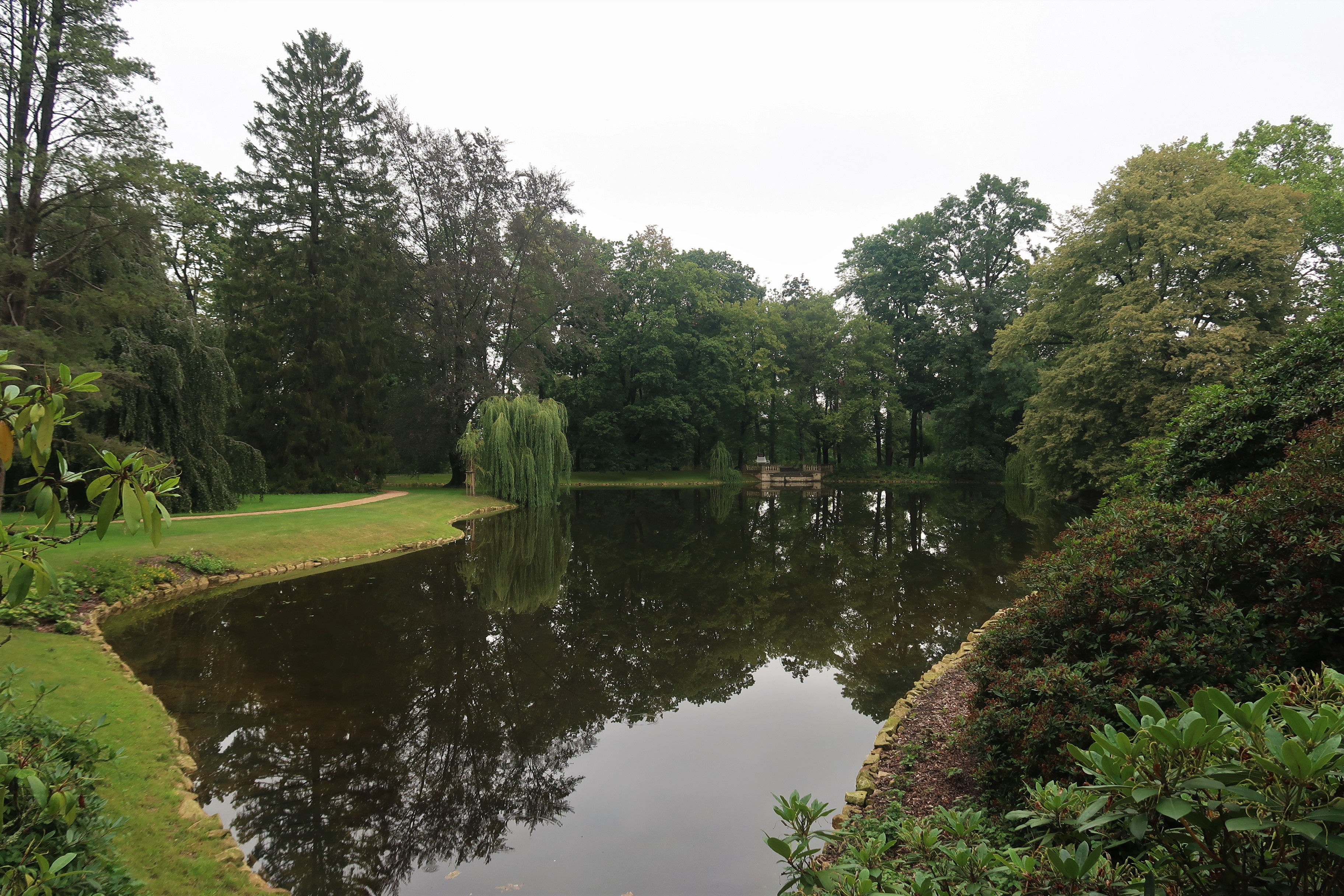
Zámecký park
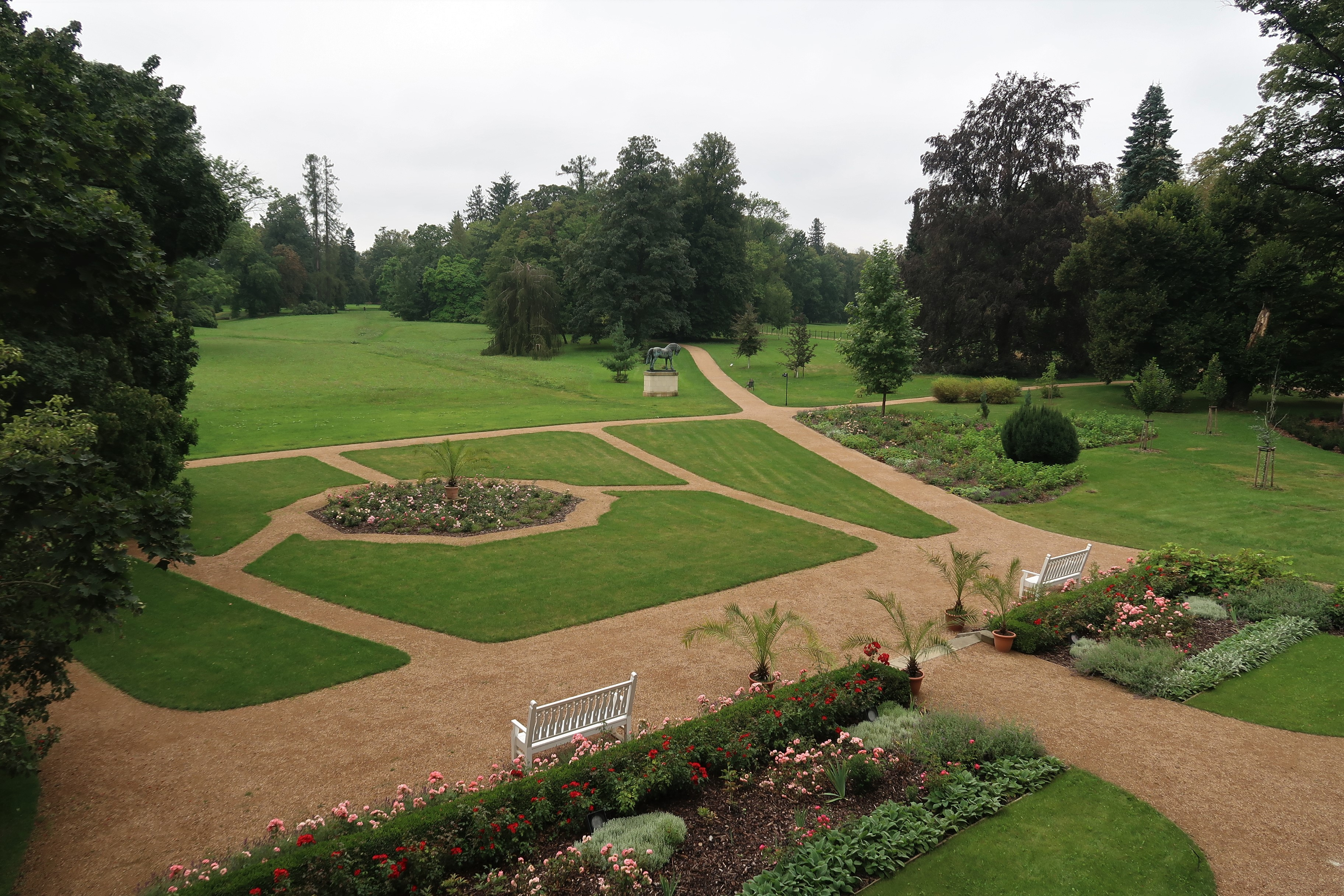
Zahradní parter před zámkem
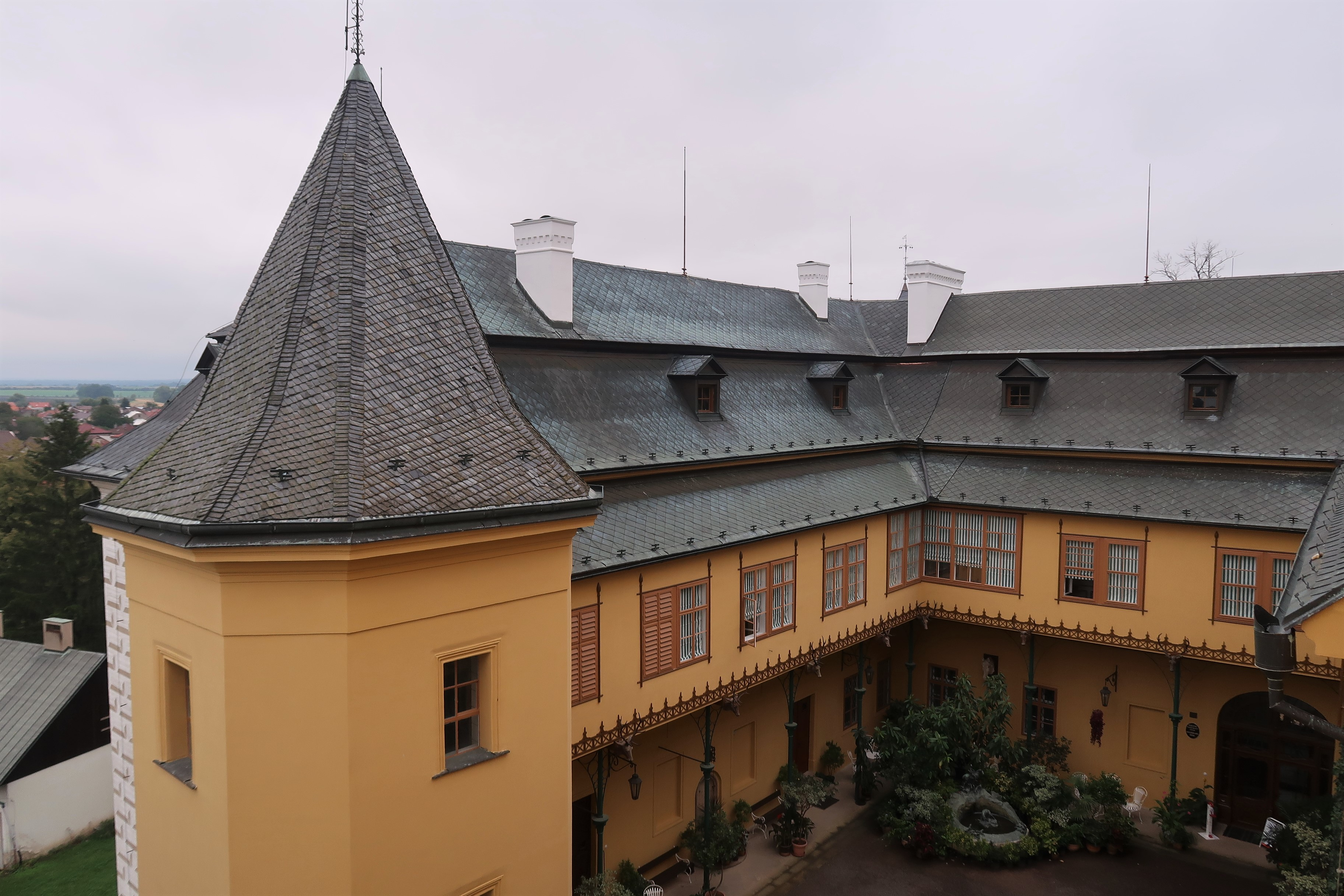
Nádvoří zámku
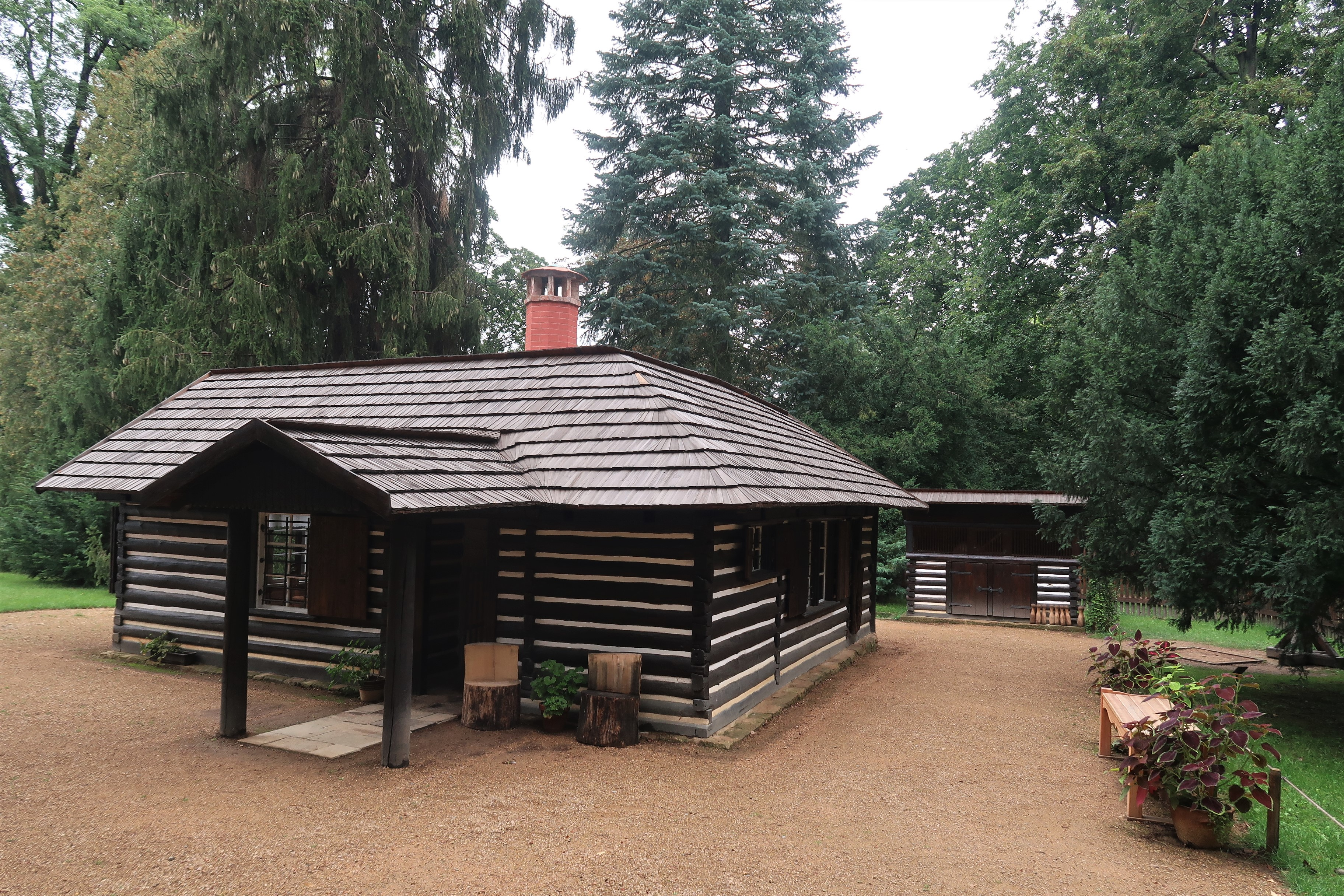
Dětské hospodářství v zámeckém parku
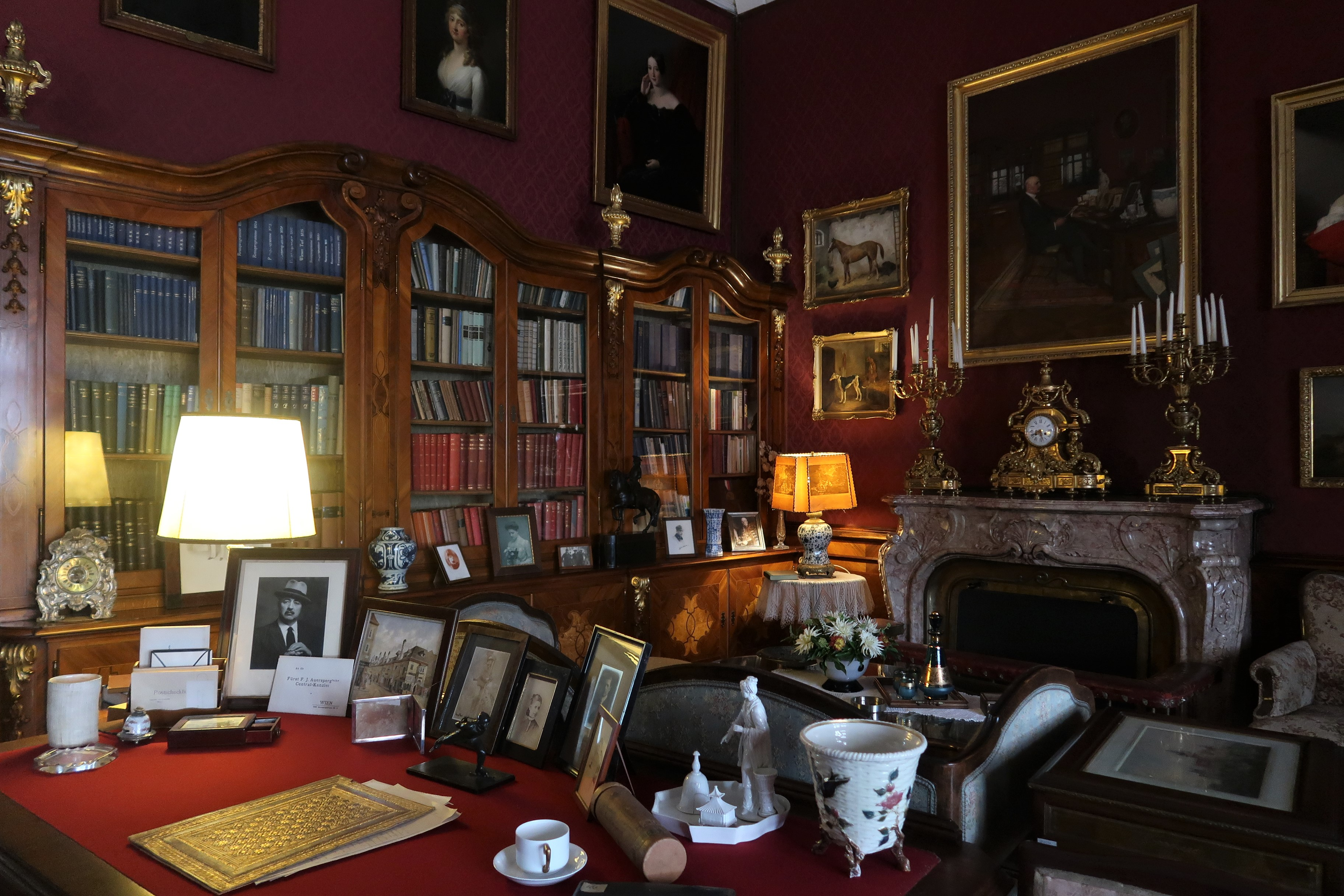
Knihovna
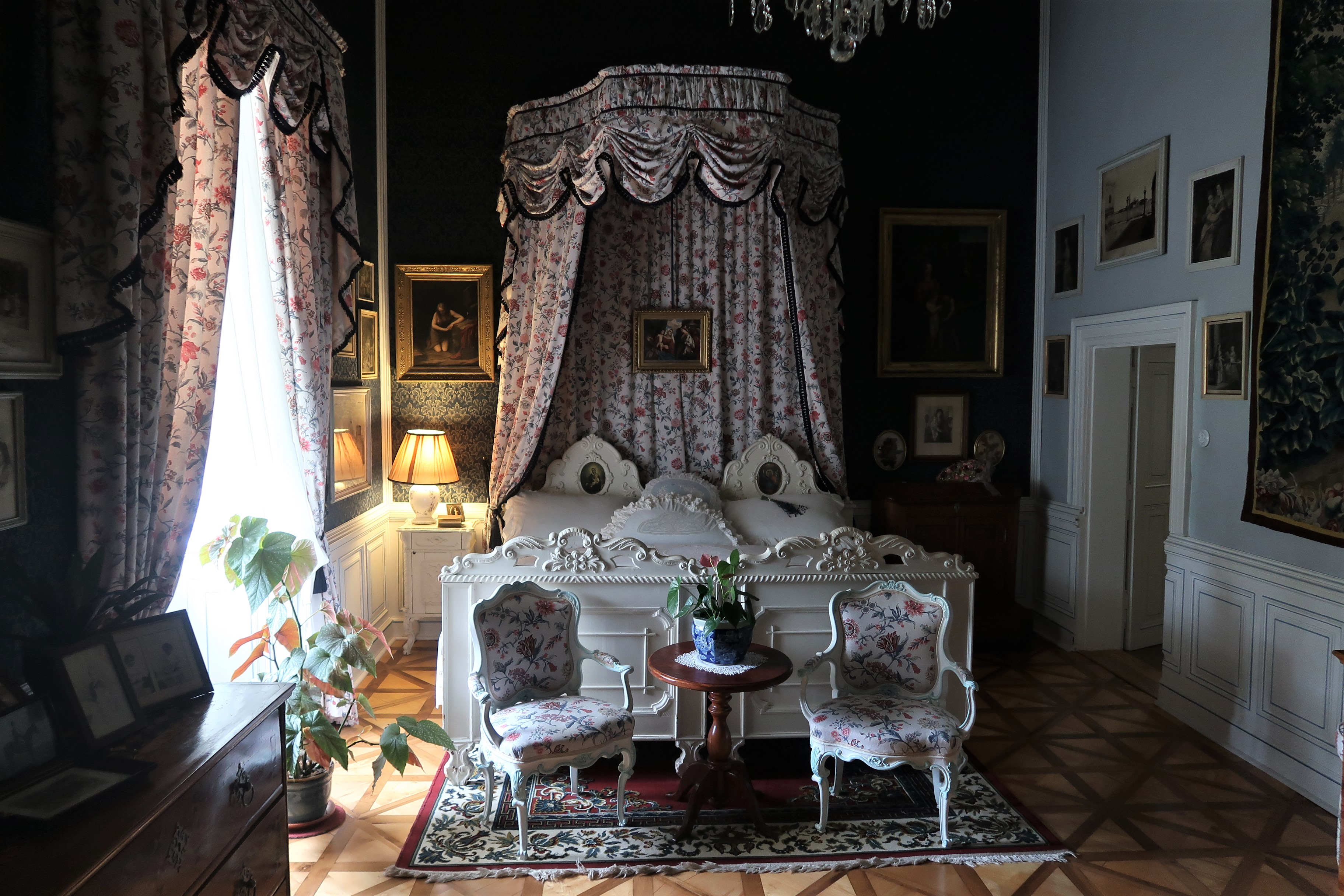
Ložnice
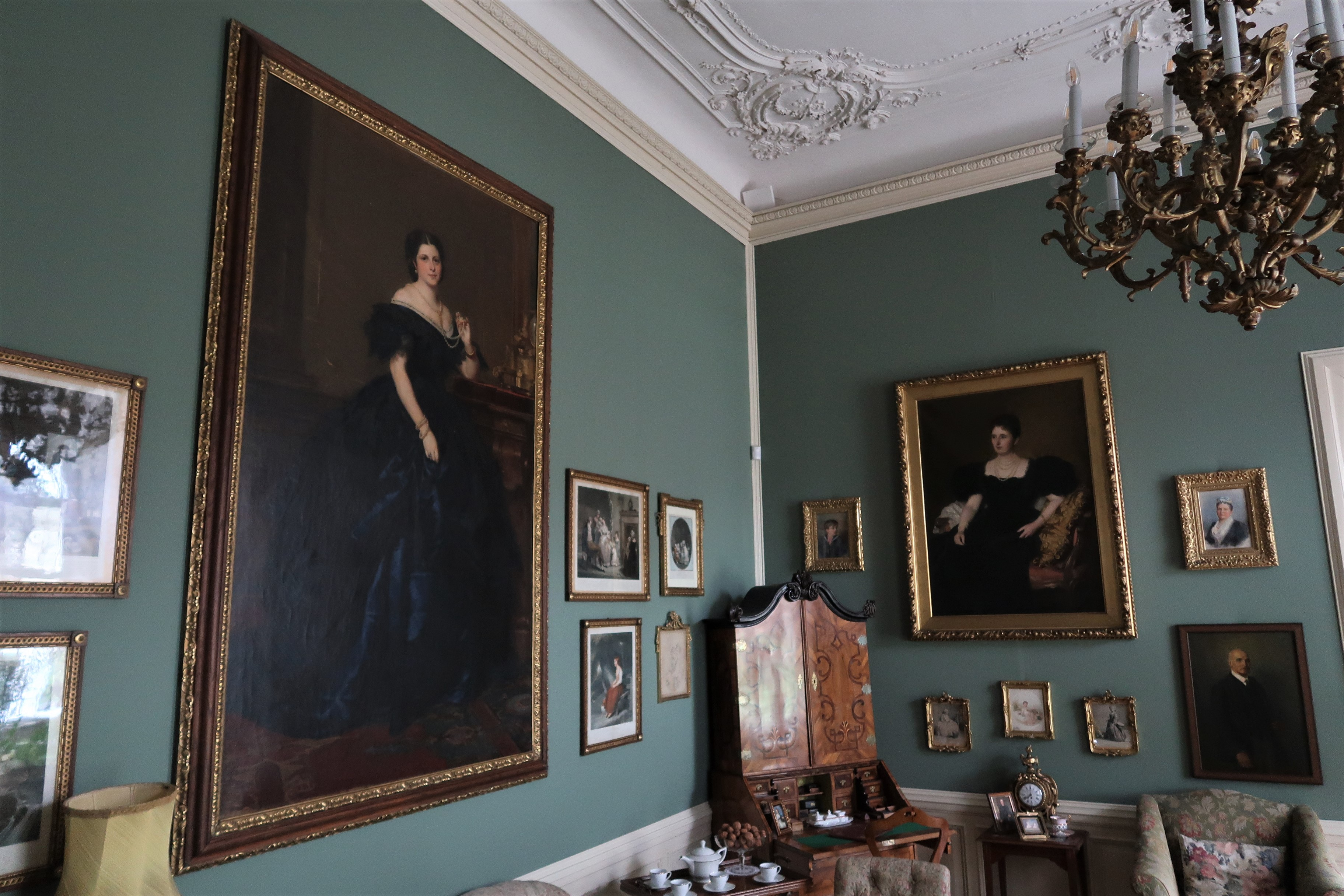
Salón kněžny Vilemíny